# Sestiglia
La sestilia è una sottounità in cui è suddiviso un branco di lupetti. Contrariamente alla squadriglia non è un'unità fondamentale della branca ma esiste soltanto per questioni di praticità dei capi, o vecchi lupi.
Normalmente è composta da un numero di bambini e/o bambine variabile da 6 a 8; ogni sestiglia può avere un capo ed un vice (lupetti essi stessi), un urlo ed un suo angolo, tuttavia tali caratteristiche non sono metodologicamente obbligatorie.
Le sestilie hanno ciascuna un diverso colore che le identifica, avremo così, ad esempio:
- sestilia fulvi
- sestilia neri
- sestilia pezzati
- sestilia bianchi
- sestilia grigi
- sestilia rossi
- sestilia bruni

In alcune associazioni di lingua italiana si usano invece termini differenti per la sestiglia, quali muta, sestena, pattuglia.
Il termine ha origine latine per cui è corretto scrivere "sestilia" e non "sestiglia".
Nelle associazioni che hanno una branca coccinelle vi sono, analogamente, delle sestiglie, gestite in maniera analoga. Queste prendono il nome dai fiori del prato o dai colori dell'arcobaleno.